# أسايلوم (لعبة فيديو 2015)
أسايلوم (بالإنجليزية: Asylum)‏ ، هي لعبة فيديو من نوع رعب، ستصدر اللعبة في فصل الصيف عام 2015م.

## وصلات خارجية
- Asylum Official Website
- Senscape Official Website
- Senscape YouTube Channel